# Cerdocyon thous
El zorro cangrejero (Cerdocyon thous)  es una especie de cánido común en el norte y centro de Sudamérica, habita las regiones costeras y montañosas adaptándose a altitudes hasta de 3000 m s. n. m. Junto al perro venadero (Speothos venaticus) y al aguara guazú (Chrysocyon brachyurus), es uno de los cánidos más comunes en Sudamérica.

## Nombre común
Según la UICN a lo largo de su distribución recibe los siguientes nombres comunes:
- Argentina: aguará de monte, aguará chico o zorro de monte;[3]
- Bolivia: zorro, zorro patas negras;
- Brasil: Raposa, lobinho, cachorro-do-mato;
- Colombia: zorro cangrejero, zorro perruno, zorro perro, perro de monte, perro sabanero, zorro lobo, perro zorro, zorro gris, zorro plateado;
- Panamá: zorro cangrejero;
- Paraguay: zorro, aguara'i
- Uruguay: zorro perro, zorro común;
- Venezuela: zorro común, zorro de monte, zorro sabanero.

El nombre colombiano de "zorro perruno" se debe a que en muchas ocasiones se le confunde con un perro mestizo, pero el término es a veces aplicado al zorro de oreja corta (Atelocynus microtis), de la región amazónica y es uno de sus parientes cercanos, es también parecido a un perro doméstico.
Si bien se lo llama comúnmente "zorro", este cánido no pertenece a la tribu Vulpini, que incluye a los zorros "verdaderos", del Hemisferio norte, y es mucho más cercano a los lobos, coyotes y chacales. Lo mismo ocurre con las especies del género Lycalopex, a veces llamados "zorros falsos" por esta razón, y con el zorro de oreja corta (Atelocynus microtis). Normalmente se los denomina zorros porque su apariencia y hábitos son similares a los de los "zorros verdaderos" aunque no estén cercanamente relacionados.

## Taxonomía y evolución

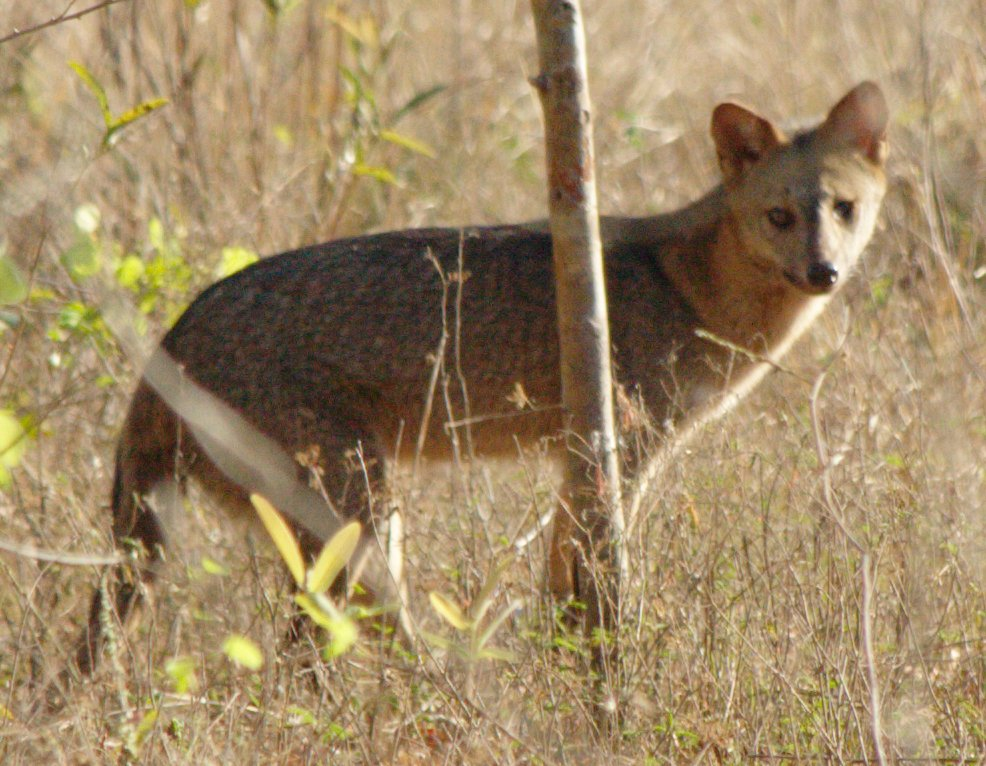
Zorro cangrejero o Zorro perruno ((Cerdocyon thous), Pantanal, Brasil

Cerdocyon thous apareció en Sudamérica durante el Plioceno y es descendiente del extinto Cerdocyon avius que también vivió en Norteamérica, sobrevivieron en el subcontinente sudamericano, formando esta especie, y es por lo tanto, el único representante vivo del género Cerdocyon. Su pariente vivo más cercano es el zorro de oreja corta (Atelocynus microtis).
El nombre del género, "Cerdocyon", viene del griego "Kerdo", que significa zorro, y "Cyon", que significa perro, dando sus numerosas confusiones con un perro callejero.

## Distribución
La especie es común en su rango de distribución por las regiones costeras y montañosas desde Panamá y Venezuela, hasta los 34° de latitud sur en el Delta del Paraná en el nordeste de la provincia de Buenos Aires, Argentina; y desde los bosques de los Andes orientales de Bolivia y Argentina (altura máxima 2000 m s. n. m.), hasta la costa marina en los bosques del oriente de Brasil por el Este, y en la costa Pacífica de Colombia por el Oeste, así como en los llanos orientales. Tiene escasa presencia en las Guayanas. Se ha reportado su presencia en la Coordillera del Cóndor (Perú) y no se tiene registro en Ecuador.

## Descripción
Su cubierta es gris y castaño, compuesto por una mezcla de pelos negros, grises, castaños, amarillentos y blancos, siendo más negro en el lomo, cola, lados y partes externas de color similar al dorso, se hacen más negras y castañas hacia las manos y patas, contrastando el cuello y vientre, donde es totalmente blanco. En promedio, su longitud total es de 70 cm y la de su cola de 35 cm; pudiendo pesar de 5 a 9 kg. Otras características físicas varían según el hábitat, los ejemplares de los bosques son notablemente más grises que sus ejemplares de las zonas abiertas, que suelen tener colores más castaños.

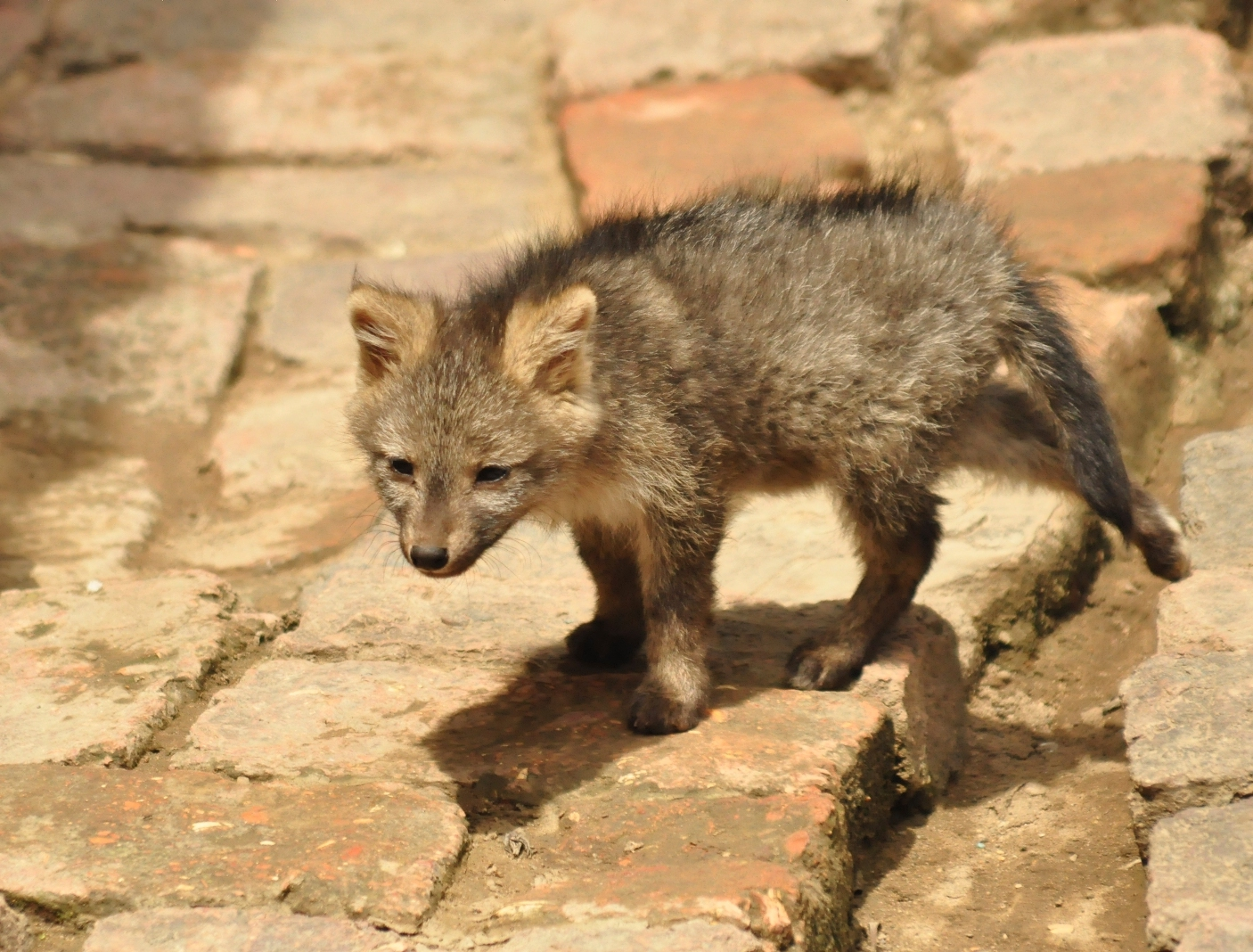
Cachorro de Cerdocyon.

Es monógamo y territorial; proclama su dominio con aullidos, demarcando 1 km con su orina. Se reproduce anualmente; la gestación dura 52 a 60 días, dando a luz 3 a 5 crías por camada. La lactancia se prolonga por 90 días. Los cachorros permanecen 9 meses con los padres y luego forman su propia pareja.

## Comportamiento
Aprovecha numerosos recursos alimenticios y su dieta es estacional. Busca alimento muy activamente, recorre varios tipos de hábitat para llegar al alimento disponible, y se comporta como especialista cuando está en un hábitat productivo, reduciendo mucho el rango dietario al consumir presas de alta energía: es un oportunista trófico. Caza roedores, cangrejos, ranas, reptiles, aves, tortugas, musarañas e insectos, y además consume huevos, carroña y algunos vegetales, semillas y frutos.
Viven en una gran variedad de hábitats, desde bosques montanos y tropicales, praderas, áreas ganaderas, y desiertos, viviendo hasta en el páramo. Prefieren sitios poco intervenidos por el hombre, aunque a veces se acercan a zonas semi-urbanizadas.
Muy rara vez se han visto híbridos de zorros cangrejeros y perros callejeros en la naturaleza y cerca de las ciudades, cuyos resultados han sido perros domésticos con apariencia de zorro, pero hasta el momento no se ha hecho en cautiverio.

## Relación con el hombre
El zorro ha sido un animal domesticado por las antiguas civilizaciones de Sudamérica, como los taironas de Colombia, los guaraníes de Paraguay o los quechuas de Bolivia. Algunos grupos étnicos actuales lo domestican, pero es ilegal tenerlos como mascota.
En la naturaleza, los zorros son precavidos hacia los humanos y casi nunca atacan al hombre. Cuando se acercan a zonas de cultivo, a veces atacan a las gallinas por lo que a menudo son muy desconfiados. Muchos mueren arrollados en carreteras y para conservar la especie se han puesto señales que indiquen su presencia.

## Conservación
La Lista Roja de la UICN le considera una especie bajo preocupación menor, debido a su abundancia y que ocupa la mayor parte de los hábitats; no se disponen datos sobre la población, pero se considera estable.

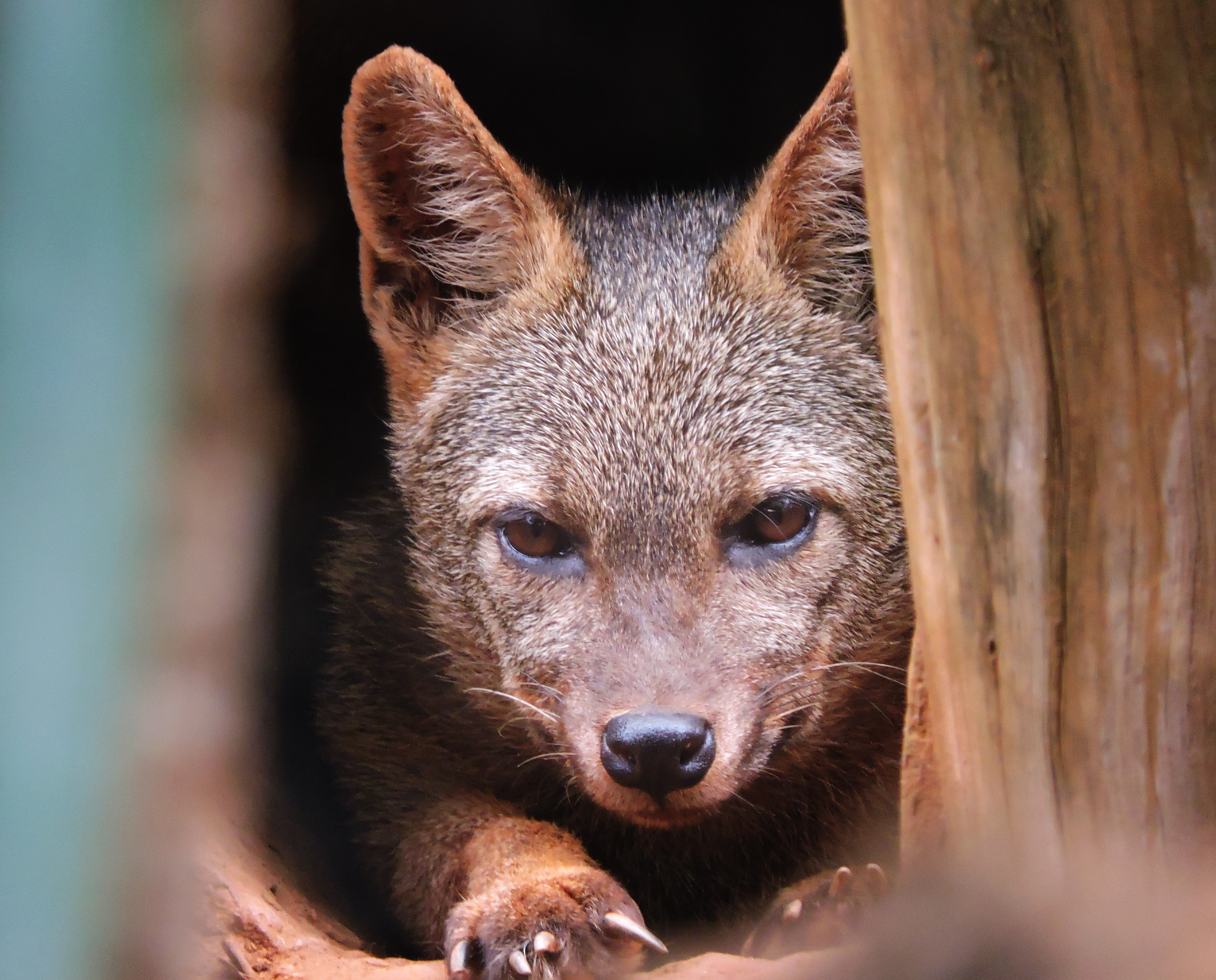
Individuo de Cerdocyon thous juvenil.

## Subespecies
- C. t. thous, Venezuela, Guyana, Surinam, Guayana Francesa, norte Brasil.
- C. t. azarae, norte Brasil.
- C. t. entrerianus, Brasil, Bolivia, Uruguay, Paraguay, Argentina.
- C. t. aquilus, norte Venezuela, Colombia.
- C. t. germanus, región Bogotá (Colombia).